# Karsten Møller
Karsten Jakob Møller (født 20. april 1947 i København) er en dansk generalmajor, officer i Den Kongelige Danske Livgarde, debattør, foredragsholder og forfatter.

## Karriere
General Møller blev i 1970-72 uddannet som sprogofficer (russisk). I 1972-76 gik han på Hærens Officersskole og var derefter tjenestegørende ved kamptropperne. Han var ansat i Forsvarets Efterretningstjeneste 1980-82 og senere lærer i krigshistorie og militære operationer ved Forsvarsakademiet og Hærens officersskole. Derefter var han 1986-88 kompagnichef og bataljonschef ved Den Kgl. Livgarde, sekretær i Forsvarskommissionen af 1988 (1989-90), kontorchef i Forsvarsministeriet (NATO-kontoret) (1990-1992) og direktør for Forsvarets Forskningstjeneste (1993-95). Derefter var han chef for 1. Jyske Brigade og 1996-1997 øverstkommanderende for Den Nordisk-Polske Brigade i Bosnien. Han var medlem af Forsvarskommissionen af 1997. 1998-2000 var han forsvarsattaché i Rusland, Hviderusland og Ukraine samt NATO`s første militære missionschef i Rusland. 2001 var han chef for Forsvarets Kontrolstab og 2001-2007 chef for Forsvarsakademiet.
Den 30. april 2007 tog han afsked med Forsvaret og tiltrådte samtidig som senioranalytiker ved Dansk Institut for Internationale Studier med Rusland, Ukraine og Hviderusland som forskningsfelt. I dag er han emeritus samme sted.

## Andre hverv og udmærkelser
Karsten Jakob Møller har igennem mange år været kommentator af især russiske militære og politiske forhold. Han har desuden undervist på Folkeuniversitetet og har deltaget i nyheds- og debatprogrammer i forskellige medier.
Fra 2000 til 2006 var Karsten Møller formand for Det Krigsvidenskabelige Selskab. Han har desuden bestridt en række andre bestyrelsesposter, herunder formand for Militært Idrætsforbund. Han blev Kommandør af 1. grad af Dannebrog i 2004, bærer Hæderstegnet for god tjeneste ved hæren og er blevet tildelt The Meritorious Service Medal af den øverstbefalende for de amerikanske styrker i Bosnien.

## Privatliv
Privat er han gift med Birgith Møller og har to børn.

## Udgivelser
General Møller har bidraget til en række artikler, bøger og rapporter. og rapporter, herunder også lærebøger på de gymnasielle og videregående uddannelser 
- Fra kaos til Putin. Brudstykker af det moderne Ruslands historie, Viby J: Jyllands-Postens Forlag 2008.
- Fra kaos til Putin. Brudstykker af det moderne Ruslands historie, Viby J: Jyllands-Postens Forlag 2008.
- Ind i Samfundsfaget - grundbog 8-9. Klasse af Niels Lysholm & Karsten J. Møller
- International Organisations - Their Role in Conflict Management
- Om Rusland - fra tsardrømme til i dag, Gyldendal Forlag, 2019
- "Ny kold krig" fra 2018, medforfatter (red. af Marie Krarup)
- Greenpeace på eventyr i Barentshavet, Aktionen mod Gazproms boreplatform rammer ind i vitale russiske interesser
- Kinas sikkerhedspolitik - stabilitet og spændinger, kapitel: Dragen & Bjørnen, Fra ubrydeligt venskab til strategisk partnerskab eller pragmatiske partnere. Medforfatter, Djøf Forlag, 2013
- Ruslands nationale leder, Er Vladimir Putins politisk legitimitet stadig intakt? UDENRIGS, Det Udenrigspolitiske Selskabs tidsskrift, 2012
- Verdens Magter 2014, Ræson Medier. ISBN 978-87-92725-38-7. (kapitlet om Rusland, skrevet i samarbejde med sønnen Kenneth Møller
- Collective Security Treaty Organisation an entangling alliance. København, Forsvarsakademiets Forlag (kapitlet International organisations)
- Russia in the world according to Putin, Copenhagen: Danish Institute for International Studies (medforfatter)
- Russia and NATO after the Lisbon summit a new beginning - once again, medforfatter Karsten Jakob Møller, NATO's new strategic concept. Copenhagen: Danish Institute for International Studies
- »Kirken og sikkerhedspolitikken«. Serien: Forsvaret, Samfundet, Forsvarskommandoen gennem Forsvarets Oplysnings- og Velfærdstj eneste 1985
- RUSLAND FØR OG NU, Essays tilegnet generalmajor Karsten J. Møller, 2007
- Rusland: Fra afmagt til stormagt
- Den videregående officersuddannelse i det 21. århundrede: War Studies eller krigsvidenskab som kerneelement?
- Rapport fra arbejdsgruppen vedrørende justering af forsvarets personel- og uddannelsesstruktur, Forsvarsministeriet, 2007, medforfatter
- FREMTIDENS FORSVAR, Beretning fra Forsvarskommissionen af 1997, medforfatter og særlig fagkyndig.